# Râul Valea Padeșului
Râul Valea Padeșului este unul din cele două ramuri care formează râului Nădrag

## Hărți
- Harta munții Poiana Rusca  Arhivat în 12 martie 2010, la Wayback Machine.
- Harta județul Timiș